# 南崎村
南崎村（みなみざきむら）は静岡県の伊豆半島最南部に位置し、賀茂郡に属していた村である。現在の南伊豆町の南端にあたる。

## 地理
- 山：平氏ヶ岳
- 岬：石廊崎、鷲ヶ岬

## 歴史
- 1889年（明治22年）4月1日 - 町村制の施行により、下流村、大瀬村、長津呂村が合併して発足。
- 1955年（昭和30年）7月31日 - 南中村、南上村、三坂村、三浜村、竹麻村、南崎村を廃し、その区域をもって南伊豆町を設置[1]。

## 交通

### 道路
- 国道136号

### 港湾
- 石廊崎漁港

## 名所・旧跡・観光スポット・祭事・催事
- 石廊埼灯台